# Ненде
Ненде е един от боговете на войната в митологията на ганда, син на Мукаса. Ненде и брат му Кирабира стават богове на войната след смъртта на чичо им Кибука, бог на войната на ганда преди тях. Ненде е по-главният от двамата братя — по време на война той дава съвети на ганда, негови пратеници участват в походите и битките. Има храм, в който служат шест жени, които никога не напускат храма.